# Витор Кондер (аэропорт)
Международный аэропорт имени министра Витора Кондера (порт. Aeroporto Internacional Ministro Victor Konder) также известен под названием Аэропорт Навегантиса (Aeroporto Internacional de Navegantes) (Код ИАТА: NVT) — бразильский аэропорт, обслуживающий город Навегантис, а также города Итажаи, Блуменау и Балнеариу-Камбориу.
Назван в честь бразильского адвоката и политика Виктора Кондера (Vítor Konder), родившегося в городе Итажаи (1886—1941), министра общественных работ (1926—1930), чьё правительство поощряло рождение бразильской гражданской авиации.
Находится в 12 км от города Навегантис, в 7 км от Итажаи, в 20 км от города Камбориу и 60 км от города Блуменау.

## Авиалинии и направления
| Авиалинии   | Назначения |
| ----------- | --- |
| AZUL        | Белу-Оризонти (Танкреду Невес) (с 16.12), Кампинас, Порту-Алегри, Витория (с (16.12)                                                         |
| GOL / VARIG | Белен, Макапа, Рио-де-Жанейро (Рио-де-Жанейро/Галеан, Сан-Паулу (Конгоньяс/Сан-Паулу и Сан-Паулу/Гуарульос)                                  |
| TAM         | Сан-Паулу (Сан-Паулу/Гуарульос) |
| TRIP        | Сан-Паулу (Сан-Паулу/Гуарульос) и Жоинвили                                                                                                   |
| SOL         | Куритиба (с 01.12) и Каскавел (с 01.12), Шапеко (предусмотрен в 2011 году)                                                                   |
| Webjet      | Белу-Оризонти (Танкреду Невес) (c 02.12) , Рио-де-Жанейро (Рио-де-Жанейро/Галеан (с 02.12), Порту-Алегри (с 02.12), Рибейран-Прету (с 02.12) |

## Авиапроисшествия и несчастные случаи
- 20 декабря 2003 года. Самолёт Boeing 737-76N (регистрационный номер PR-GOO) авиакомпании Gol Transportes Aéreos, выполнявший регулярный рейс 1756 Аэропорт Конгоньяс/Сан-Паулу — Международный аэропорт имени министра Витора Кондера, при совершении посадки в аэропорту назначения в тёмное время суток и в плохих метеоусловиях (сильный дождь) выкатился за пределы взлётно-посадочной полосы и врезался в бетонную стену. Из 143 пассажиров и 6 членов экипажа пострадавших не оказалось, самолёт восстановлению не подлежал и был списан[1].